# Adolph Juel
Hans Adolph Juel (17. eller 28. oktober 1789 på Valdemars Slot – 21. august 1874 i Aarhus) var en dansk officer og godsejer, bror til bl.a. Niels Juel og Carl Juel-Brockdorff.
Han var søn af generalløjtnant Frederik Juel, fik uden forudgående militær uddannelse 1807 udnævnelse til sekondløjtnant i landeværnet og 1808 til premierløjtnant ved 3. bataljon af Kronprinsens (Kongens) Regiment til Fods, men deltog fra december 1808 i undervisningen på Danske militære Institut og underkastede sig her officerseksamen efter et års forløb. 1810 blev han forsat til langelandske ridende jægerkorps og ved korpsets ophævelse 1814 til fynske regiment lette dragoner, hvor han 1816 forfremmedes til ritmester. 1818 overgik han til Prins Frederik Ferdinands regiment lette dragoner (1842 3. dragonregiment) og blev her eskadronschef 1830, major 1833. Han nød megen anseelse i regimentet som en kyndig rytterofficer og blev 1840 medlem af den store hærlovkommission, der udarbejdede hærplanen 1842, ved hvilken lejlighed han avancerede til oberstløjtnant og chef for regimentet. 1829 blev han Ridder af Dannebrog og 1840 Dannebrogsmand.
Ved Treårskrigens udbrud 1848 udnævntes Juel til oberst og var således ifølge sin fortid og tjenestealder selvskrevet til de højeste rytterchefsposter. I maj fik han også kommandoen over kavaleribrigaden, der udgjorde hovedmassen af hærens rytteri, til hvis reorganisation han fremsatte forslag. Disse vandt bifald og ved månedens slutning betroedes han overbefalingen over det såkaldte højre flankekorps, hvor kavaleribrigaden optrådte i forening med afdelinger af de andre våben. Forskellige uheld, således affæren ved Hoptrup 6.-7. juni, bevirkede imidlertid, at korpsets bevægelser og hans kommandoføring kom til at stå i ugunstigt lys, måske mere end forskyldt, og at de overordnedes, fornemmelig krigsminister C.F. Hansens, tillid til ham blev stærkt rystet. I felttoget 1849 kommanderede han den ene af hærens to kavaleribrigader, i 1850 sit regiment. 1851 blev han Kommandør af Dannebrog. 1853 fik han afsked af krigstjenesten og 1862 afskedspatent som generalmajor.
Juel blev 22. december 1820 gift i Aarhus med Charlotte Amalia Hviid, datter af borgmester i Aarhus, justitsråd Niels Hviid. Ved køb kom han 1836 i besiddelse af hovedgården Villestrup, der var stærkt i forfald, men som han med stor bekostning og ved omhyggelig drift bragte i overraskende opkomst. Han døde 21. august 1874.
Han er begravet i Aarhus.
Der findes et portrætmaleri af Søren Møller Jørgensen i familieeje. Portrætteret på litografiet efter den sene tegning af krigsrådet i Vejlby 4. juli 1849. Fotografier, bl.a. af E. Lange.